# Jon Batiste

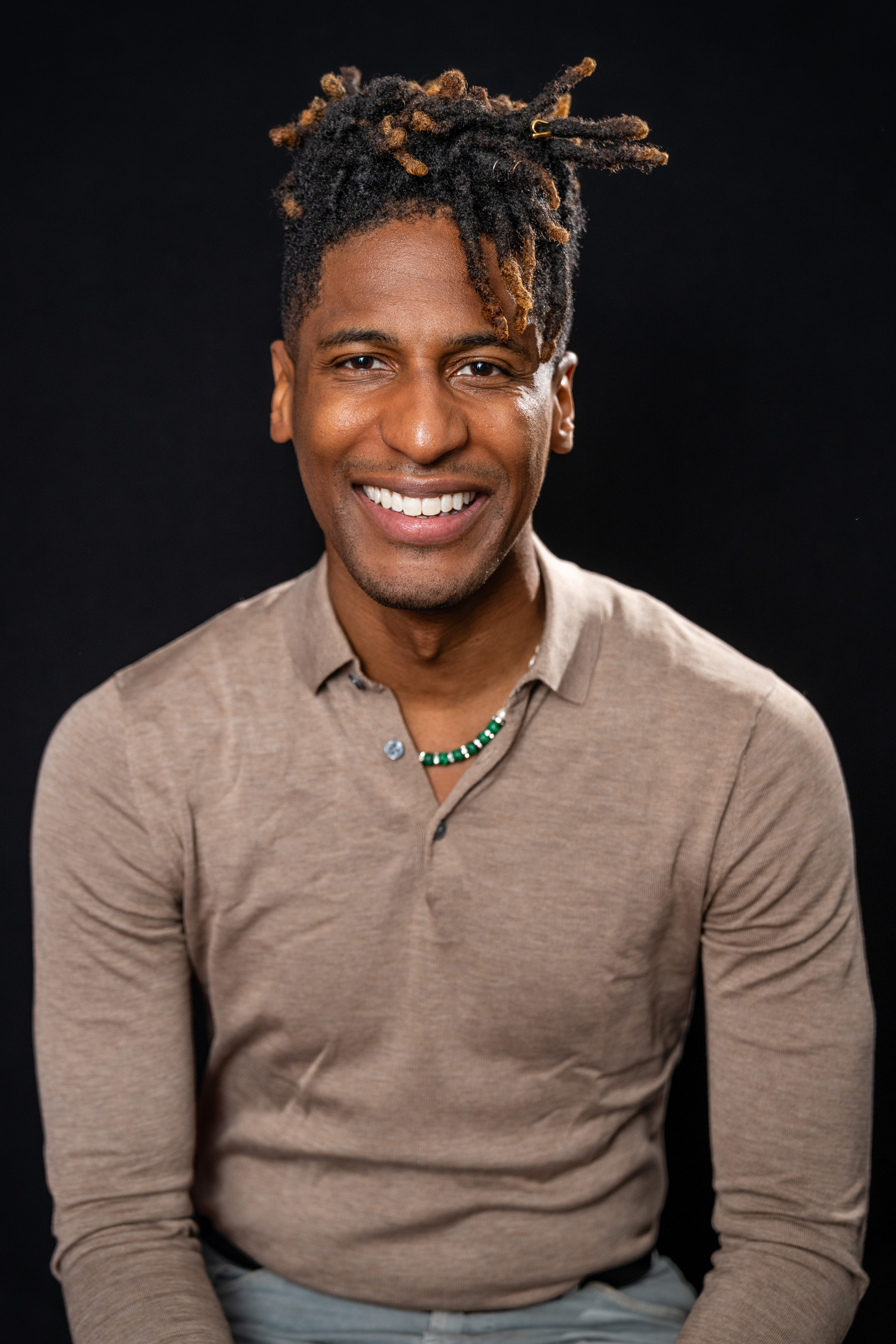
Jon Batiste (2023)

Jonathan Michael „Jon“ Batiste (geboren am 11. November 1986 in Kenner, Louisiana) ist ein US-amerikanischer Musiker und Komponist. Der Oscar- und fünffache Grammy-Preisträger war von 2015 bis 2022 musikalischer Leiter der Late Show with Stephen Colbert.

## Leben und Wirken
Batiste wurde in eine Musikerfamilie geboren, zu der u. a. auch Harold Battiste und Lionel Batiste gehörten. Die HBO-Serie Treme basiert in Teilen auf der Geschichte der Familie. Batiste selbst hatte in der Serie ebenfalls einen Auftritt und spielte sich selbst. Er besuchte die Juilliard School, an der er Masterabschlüsse in Jazz und klassischer Klaviermusik erwarb.
Batiste leitet die Musikgruppe Stay Human, die er mit seinen Studienkollegen Phil Kuehn und Joe Saylor gegründet hatte. Er wurde als musikalischer Leiter der Late Show with Stephen Colbert bekannt und war in der Sendung vereinzelt auch als Sidekick aktiv. 2012 wurde er stellvertretender künstlerischer Leiter des National Jazz Museum in Harlem. Seit 2017 ist er außerdem Music Director beim Magazin The Atlantic. Im Mai 2017 erhielt er wie auch George Wein den Ehrendoktor der Salve Regina University.
Für den am 25. Dezember 2020 veröffentlichten Pixar-Film Soul schrieb Batiste die Jazz-Stücke und gewann zusammen mit den Komponisten des Soundtracks Trent Reznor und Atticus Ross einen Golden Globe Award. Diese wurden als ein Teil des Soundtracks veröffentlicht. Bei den Grammy Awards 2021 wurde er sowohl für sein Album Chronology of a Dream: Live at the Village Vanguard in der Kategorie Bestes Instrumentalalbum als auch für das Album Meditations (mit Cory Wong) in der Kategorie Grammy Award for Best New Age Album für eine Auszeichnung nominiert. Für seine Arbeit an Soul erhielt Batiste 2021 außerdem den Critics’ Choice Movie Award, einen BAFTA sowie den Oscar. Im Sommer 2021 wurde Batiste Mitglied der Academy of Motion Picture Arts and Sciences.
Im März 2022 erhielt Batiste bei den Grammy Awards 2022 fünf Grammys und wurde damit zum meistausgezeichneten Künstler der Verleihung. Er war zuvor mit elf Grammy-Nominierungen der meistnominierte Künstler jener Veranstaltung gewesen. Einen Monat zuvor hatte er Suleika Jaouad geheiratet, die an Leukämie erkrankt war und vor einer Knochenmarktransplantation stand. Kurioserweise wurde Batiste 2022 im jährlichen Kritikerpoll des Down Beat sowohl als Jazzkünstler des Jahres als auch als Künstler des Jahres „darüber hinaus“ (Beyond Artist) ausgezeichnet.
Im August 2022 wurde bekannt, dass Batiste seine Rolle in der Late Show aufgibt, um sich verstärkt auf sein künstlerisches Wirken zu konzentrieren.

## Diskografie
Studioalben
- 2005: Times In New Orleans
- 2013: Social Music (mit Stay Human)
- 2013: Jazz Is Now
- 2014: The Process (mit Chad Smith und Bill Laswell)
- 2016: Christmas with Jon Batiste
- 2018: Hollywood Africans
- 2020: Meditations (mit Cory Wong)
- 2021: We Are
- 2023: World Music Radio[20]
- 2024: Beethoven Blues – Batiste Piano Series, Vol. 1

Livealben
- 2006: Live in New York: At the Rubin Museum of Art
- 2019: Anatomy of Angels: Live at the Village Vanguard
- 2019: Chronology of a Dream: Live at The Village Vanguard
- 2021: Live at Electric Lady

Soundtracks
- 2020: Soul: Original Motion Picture Soundtrack (mit Trent Reznor und Atticus Ross)
- 2020: Music From and Inspired by Soul

EPs
- 2009: The Amazing Jon Batiste!

## Filmografie
- 2020: Soul
- 2023: American Symphony
- 2023: Die Farbe Lila (The Color Purple, als Schauspieler)
- 2024: Saturday Night

## Auszeichnungen
Chicago Film Critics Association Award
- 2020: Auszeichnung für die Beste Filmmusik in Soul[21]

Critics Choice Documentary Award
- 2023: Nominierung für die Beste Musik (American Symphony)

Florida Film Critics Circle Award
- 2020: Auszeichnung für die Beste Filmmusik (für seinen Beitrag zu Soul)[22]

Golden Globe Award
- 2021: Auszeichnung für Beste Filmmusik in Soul[23]

Grammy Awards
- 2022: Auszeichnung in den Kategorien: Album des Jahres (für We Are), Bestes Musikvideo (für Freedom), Best Roots Performance und Best Roots Song (für Cry) und Best Score Soundtrack for Visual Media (für Soul)[14]

Critics’ Choice Movie Awards
- 2021: Auszeichnung für Beste Filmmusik in Soul

British Academy Film Awards
- 2021: Auszeichnung für Beste Filmmusik in Soul[12]

Oscar
- 2021:  Auszeichnung für Beste Filmmusik in Soul
- 2024:  Nominierung für Bester Song (für It Never Went Away) aus American Symphony